# Пенья, Луис
Луи́с А́нхело Пе́нья Пуэ́нтес (исп. Louis Ángelo Peña Puentes; род. 12 декабря 1989 года в Тукупита, Венесуэла) — венесуэльский футболист, полузащитник клуба «Минерос Гуаяна» и сборной Венесуэлы.

## Клубная карьера
Пенья начал профессиональную карьеру в клубе «Эстудиантес де Мерида». В 2006 году он дебютировал в венесуэльской Примере. Во втором сезоне Луис завоевал место в основе и стал одним из основных игроков команды. В 2009 году Пенья перешёл в португальскую «Брагу». 17 апреля 2010 года в матче против «Лейшойнша» он дебютировал в Сангриш лиге. Летом того же года для получения игровой практики Луис на правах аренды перешёл в «Портимоненсе». 13 августа в матче против своего бывшего клуба «Браги» он дебютировал за новую команду. 26 сентября в поединке против «Бейра-Мар» Пенья забил свой первый гол за «Портимоненсе». В начале 2011 года после неудачного опыта выступлений в Европе Луис вернулся на родину, подписав контракт с «Каракасом». 16 января в матче против «Монагас» он дебютировал за новый клуб. 22 января в поединке против «Карони» Пенья забил свой первый гол за Каракас. 7 апреля в матче Кубка Либертадорес против чилийского «Унион Эспаньола» он забил гол. В 2013 году в поединках Кубка Либертадорес против «Уачипато» и бразильского «Гремио» Луис отметился тремя мячами.
Летом 2013 года Пенья присоединился к бразильскому «Наутико Ресифи». 28 июля в матче против «Интернасьонала» он дебютировал в бразильской Серии A. В начале 2014 года Пенья вернулся на родину, став игроком «Минерос Гуаяна». 9 февраля в матче против «Петаре» он дебютировал за новую команду. 4 мая в поединке против «Туканес» Луис забил свой первый гол за «Минеро Гуаяна».
Летом 2016 года Пенья перешёл в «Депортиво Тачира». 3 июля в матче против «Сулии» он дебютировал за новую команду. В начале 2017 года Луис перешёл в «Самору». 29 января в матче против «Арагуа» он дебютировал за новую команду. В этом же поединке Пенья забил свой первый гол за «Самору». Летом того же года он вернулся в «Минерос Гуаяна» и помог команде завоевать Кубок Венесуэлы.

## Международная карьера
В 2009 году в составе молодёжной сборной Венесуэлы Пенья принял участие в домашнем молодёжном чемпионате Южной Америки. На турнире он сыграл в матче против команд Эквадора, Перу, Бразилии, Уругвая, Парагвая, а также дважды против Аргентины и Колумбии. В поединке против перуанцев Луис забил гол.
13 мая в товарищеском матче против сборной Коста-Рика Пенья дебютировал за сборную Венесуэлы.
В том же году в составе Пенья принял участие в молодёжном чемпионате мира в Египте. На турнире он сыграл в матчах против команд Нигерии, Таити и ОАЭ.

## Достижения
Командные
 «Минерос Гуаяна»
- Обладатель Кубка Венесуэлы — 2017